# Хабаровська Українська Окружна Рада
Хабаровська Українська Окружна Рада (у 1921—1922 роках Приамурська Українська Обласна Рада) — територіальний орган національного самоврядування українського населення Хабаровського повіту Приморської області в 1918–1922 роках.

## Діяльність Ради
Хабаровська Українська Окружна Рада була створена 9 (22) червня 1918 року на Першому українському з’їзді Хабаровського повіту. 
Згідно з ухваленим 26 червня 1919 року статутом, діяльність Окружної Ради мала заключатися «в поширенні національної свідомості серед  української людності округу й поліпшенню економічного добробуту та піднесення культурного рівня, як також охорона національних інтересів тої ж людності». 
В першу чергу Хабаровська Українська Окружна Рада мала домагатися «заведення в селах з українською людністю українських шкіл».
У 1921 році Рада висунула свій список на виборах до Установчих зборів Далекосхідньої Республіки:
- В. Кийович;
- Г. Могилецький;
- Г. Трублаєвич;
- П. Вінцковський;
- Г. Красій;
- Петро Андрійов.

22 листопада 1922 року члени Ради були заарештовані радянським режимом та проходили як обвинувачені на Читинському процесі 1924 року.

## Структура Ради
Хабаровська Українська Окружна Рада об’єднувала:
- Хабаровську Українську Громаду;
- Товариство «Просвіта» в Хабаровську;
- Далекосхідну українську  поштово-телеграфну спілку;
- Далекосхідну українську залізничу спілку;
- Громаду в селі Лермонтовка;
- Громаду в селі Переяславка,
- Громаду в селі Катеринославка,
- Громаду в селі Кругликове,
- Громаду в селі Заївка,
- Громаду в селі Михайлівка,
- Громаду в селі Кам’янець-Подільське;
- Громаду в селі Анастасіївка;
- Громаду на станції В’яземська.

## Склад Ради
- Г. Могилецький (голова Ради);
- Я. Рудницький (писар);
- Скрипченко (скарбник);
- П. Вінцковський (член Ради);
- Й. Андрійов (член Ради),
- I. Булах (член Ради).